# Nanette Barragán
Nanette Díaz Barragán (ur. 15 września 1976 w Los Angeles) – amerykańska polityk, członkini Partii Demokratycznej.

## Działalność polityczna
W okresie od 2013 do 2015 była członkinią Rady Miasta Hermosa Beach. Od 3 stycznia 2017 jest przedstawicielką 44. okręgu wyborczego w stanie Kalifornia w Izbie Reprezentantów Stanów Zjednoczonych.